# Helene Thurner
Helene „Leni“ Thurner-Bullock (* 12. August 1938 in Zams) ist eine ehemalige österreichische Rennrodlerin.
Leni Thurner startete ursprünglich für den Rodelverein Schönwies und später für den Rodelverein Imst. 1957 nahm sie erstmals an den traditionellen Tiroler Meisterschaften teil und wurde Fünfte, ein Jahr später gewann sie die Veranstaltung das erste Mal. An Rennrodel-Weltmeisterschaften nahm Thurner erstmals 1959 in Villard-de-Lans teil und wurde bei einem Sieg Elly Liebers Fünfte. 1960 wurde sie in Weißenbach bei Liezenerstmals Österreichische Staatsmeisterin. Bei der WM 1960 in Garmisch-Partenkirchen verpasste sie als Viertplatzierte eine erste internationale Medaille nur knapp, die sie dann bei den Rennrodel-Weltmeisterschaften 1961 in Girenbad gewann sie hinter Elisabeth Nagele und Marianne Winkler mit der Bronzemedaille gewann. 1962 folgte in Bad Aussee der Gewinn der zweite nationalen Meisterschaft. Bei den Rennrodel-Europameisterschaften 1962 in Liezen folgte der Gewinn der Silbermedaille hinter Irene Pawełczyk. Dabei profitierte die Polin Pawełczyk von einem Protest, aufgrund dessen sie trotz eines Sturzes im vierten Lauf diesen nochmals fahren durfte und damit Thurner auf den zweiten Rang verdrängte. Bei der WM 1962 in Krynica-Zdrój stürzte Thurner.  Silber gewann sie auch bei den WM 1963 in Imst, wo nur Ilse Geisler schneller war. Größter internationaler Erfolg wurde der Gewinn der Bronzemedaille hinter Ortrun Enderlein und Geisler bei den Olympischen Spielen 1964 in Innsbruck. Damit war sie die erste Österreicherin, die eine olympische Rodelmedaille gewann. 1965 folgte der erneute Gewinn der österreichischen Meisterschaft und der Gewinn der Tiroler Meisterschaft. Die 1965er-WM in Davos beendete sie als Fünftplatzierte, nachdem sie nach dem zweiten Lauf noch in Führung lag. Die letzte internationale Medaille gewann Thurner mit Bronze hinter Enderlein und Petra Tierlich bei den Weltmeisterschaften 1967 in Hammarstrand. 1968 startete sie nochmals bei Olympischen Spielen und belegte Rang neun. Zudem wurde sie 1968 zum siebten Mal österreichische Meisterin. Sechsmal gewann sie die Tiroler Meisterschaft. Nach den Spielen beendete sie ihre aktive Karriere.
1967 war Thurner Mitgründerin des Sportvereines Mils und bis 2000 dort als Sektionsleiterin tätig. Von 1992 bis 2004 amtierte sie als Vizebürgermeisterin der Gemeinde Mils bei Imst und wurde 2000 Dorfchronistin des Ortes. 1996 wurde Thurner mit dem Goldenen Verdienstzeichen der Republik Österreich ausgezeichnet, 2007 mit dem Verdienstkreuz des Landes Tirol. Seit 2008 ist sie Ehrenbürgerin ihres Heimatortes Mils.